# Pontiques (Ovide)
Pour les articles homonymes, voir Pontiques (homonymie).
Les Pontiques (en latin : Epistulae ex Ponto, « lettres du Pont ») sont un recueil de lettres en distique élégiaque où le poète latin Ovide se plaint de son exil à Tomis. Les 46 lettres, composées probablement entre 12 et 16, sont regroupées en quatre livres dont les trois premiers sont parus en 13, et le quatrième probablement après la mort du poète en 17 ou 18.

## Une poésie de l'exil
Les Pontiques font suite aux Tristes (9-12), recueil de cinquante élégies sur le même sujet.

### Les Gètes
Les plaintes d'Ovide se portent sur les mêmes aspects d'un exil, loin de Rome et de sa civilisation, qui équivaut à la mort : le pays lui paraît hostile, il est peuplé de « Gètes indomptés, », et « il n'est point au monde de nation plus féroce ». Ovide est seul, accablé de malheurs qu'il compare aux épreuves d'Ulysse et de Jason. L'exil produit, à certains égards, une inversion de situation : Ovide devient le « barbare » aux yeux des Gètes. Curieusement les Grecs tomitains et les autres Romains installés en ville (il est vrai, essentiellement des militaires et des bureaucrates de la province) ne semblent pas l'intéresser et sont rarement évoqués, tandis que des liens complexes de fascination-répulsion se tissent entre Ovide et les Gètes, comme les Pontiques le révèlent.
D'une part, Ovide s'est rapproché incontestablement de ce peuple, dont il a appris la langue ; il en vient à composer un poème en langue gétique sur l'apothéose d'Auguste, apprécié de ses nouveaux compatriotes ; il écrit : « Oui, vous avez réservé un accueil bienveillant à mes malheurs, habitants de Tomes [...], et mes propres compatriotes, ma terre natale elle-même n'auraient pu être plus doux à mes maux. » D'autre part, Ovide soulève à Tomis des réactions assez semblables à celles qu'il avait provoquées à Rome : « certains de mes propos », dit-il, « irritent contre moi les habitants de Tomes, et mes poèmes ont suscité la colère publique » ; Ovide compose alors un nouveau plaidoyer, destiné aux Gètes et non plus à l'Empereur romain.

### Rome
Pour échapper à son quotidien, Ovide se transporte en pensée à Rome, dont il revoit les lieux chers à son cœur. Il décrit certains événements romains comme s'il y avait assisté. Ces lettres adressées à ses amis lui donnent encore l'impression d'appartenir à leur société, mais elles montrent aussi à quel point Ovide souffre de sa solitude. Une évolution se dessine par rapport aux Tristes : ayant passé six ans en exil à Tomis, Ovide n'espère plus un changement de sa condition ; après avoir d'abord imploré ses destinataires d'intervenir en sa faveur auprès d'Auguste, il se résigne et adopte le ton du reproche et de l'amertume.
Autre changement : les destinataires des lettres sont nommés (la prudence avait imposé l'anonymat dans les Tristes). Il s'agit de sa femme, restée à Rome, d'amis et de personnes haut placées. Pour Ovide, ces lettres en vers sont motivées par « le sentiment de mes intérêts et le devoir de l'amitié. »
Auguste apparaît souvent dans les poèmes : Ovide l'appelle à reconsidérer son arrêt d'exil, et multiplie les flatteries, qui touchent parfois à l'obséquiosité. Pourtant, le portrait issu de la propagande augustéenne, celui d'un prince clément qui a assuré la paix dans son empire, est en contradiction avec la réalité vécue par le poète : « César ne sait pas (bien qu'un dieu sache tout) quelle existence on mène dans ce coin reculé du monde » ; sa clémence ne touche pas Ovide et sa paix ne s'étend pas sur les confins de l'empire, menacés par les barbares.

## Postérité
- Exilé sur les bords de la mer Blanche en 1964, Joseph Brodsky rédige un poème inachevé « Ex Ponto : la dernière lettre d'Ovide à Rome ».
- Les textes d'Ovide en gétique étant perdus, et les Gètes n'écrivant pas dans leur langue mais en grec ou latin, on ne sait que très peu de choses de la langue gétique ; la seule langue paléo-balkanique encore vivante est l'albanais.
- La Mésie orientale ayant été appelée Scythie mineure dans l'Antiquité tardive, beaucoup d'exégètes des Pontiques se sont imaginé que les Gètes étaient des Scythes et ont donc figuré Ovide au milieu de ce peuple cavalier de la steppe pontique : ainsi un tableau d'Eugène Delacroix (1859) le montre non loin d'un Scythe en train de traire une jument pour en tirer du koumis.

### Éditions et traductions
- M. Nisard (dir.), Œuvres complètes, Paris, J.-J. Dubochet et Compagnie, 1838 (lire en ligne)
- Jacques André (édition et traduction), Pontiques, Les Belles Lettres, 1977
- Marie Darrieussecq, Tristes pontiques, P.O.L, 2008 adaptation libre des Pontiques et des Tristes

### Études
- (en) Philip Hardie (dir.), The Cambridge Companion to Ovid, Cambridge University Press, 2006